# Exprimare genetică
Exprimarea genică, sau exprimarea genetică, sau scurt exprimare, sunt termeni ce desemnează în biologia moleculară și în genetică procesul (mai bine zis ansamblul proceselor biochimice) prin care informația ereditară stocată într-o genă (constituită din ADN) este utilizată în sinteza unor molecule funcționale (în special proteine, dar și anumiți ARN care nu sunt traduși în proteine) în celule.

## Mecanism
O genă în sine este de obicei o secvență lungă de ADN care transportă informația genetică codată prin codul genetic. Fiecare moleculă de ADN este alcătuită din două catene, fiecare dintre ele având capete terminate în 5' și 3' orientate anti-paralel. Catena codantă conține informația genetică în timp ce catena de replicat (catena non codantă) servește ca model pentru sinteza de ARN. Procesul de copiere al ADN-ului în ARN este numit transcriere, și se realizează de către un complex proteic numit ARN-polimerază, care adaugă câte un nucleotid la un capătul 3' al catenei de ARN în creștere. Acest ARN este complementar șablonului 3 → 5' al ADN-ului, care este complementară catenei sens 5 '→ 3' a ADN-ului. Prin urmare, rezultă că ARN-ul 5 '→ 3 este identic cu catena sens a ADN-ului, cu excepția faptului că timină e (T) e înlocuită cu uracil (U) în ARN. Astfel, secvența ATG din ADN se transcrie ca AUG în ARN.
Transcrierea la procariote este efectuată de către un singur tip de ARN-polimerază, care are nevoie de secvența de ADN numită casetă Pribnow și de factorul sigma (σ factor) pentru a începe transcrierea. La eucariote, transcrierea se face de către trei tipuri de polimeraze ARN, fiecare dintre ele având nevoie de anumite secvențe de ADN, numite promotori, și un set de ADN-proteine de legare - factori de transcriere - pentru a iniția procesul. ARN-polimeraza I este responsabilă de sinteza ARN-ului ribozomial (ARNr), în timp ce ARN-polimeraza II transcrie toate genele care codifică diferite proteine sintetizând moleculele de ARN mesager, dar și unele molecule de ARN non-codant (ARNsn).